# طنب (جبل)
جبل طَنب هو جبل ضخم في تهامة في ديار قبيلة بلقرن في محافظة العرضيات في منطقة مكة المكرمة في المملكة العربية السعودية، ويضاهي جبال السراة في ارتفاعه. يمتد الجبل من وادي الجوف جنوباً إلى وادي نخال شمالاً بمسافة 10 أكيال تقريباً، ويقع في ديار قبيلتي الجوف ونخال من آل سليمان بلقرن. يُعتبر هذا الجبل أرض حمى فيُمنع إزالة حشائشه والرعي فيه وذلك لاستخدامه في أوقات الجدب والقحط، كما تتواجد به العديد من مناحل العسل. في هذا الجبل العديد من النباتات والأشجار، وعدد من الحيوانات المفترسة مثل النمر والوشق والذئب والضبع، وعدد من حيوانات وطيور الصيد مثل الوبر والحجل. في قمة الجبل بنايات حجرية متهدمة وبئر ومياه جارية طوال العام.